# میشل زاونر
میشل چونگ‌می زاونر (انگلیسی: Michelle Chongmi Zauner؛ زادهٔ ۲۹ مارس ۱۹۸۹) موسیقی‌دان، خواننده، ترانه‌پرداز و نویسندهٔ آمریکایی است که بیشتر به عنوان خوانندهٔ اصلی گروه ایندی‌پاپ جپنیز برک‌فست شناخته می‌شود. خاطرات او با عنوان گریه در فروشگاه اچ‌مارت که در سال ۲۰۲۱ منتشر شد، به مدت ۶۰ هفته در فهرست پرفروش‌ترین کتاب‌های غیرداستانی جلد سخت نیویورک تایمز قرار داشت. در سال ۲۰۲۲، تایم او را در فهرست سالانهٔ ۱۰۰ فرد تأثیرگذار جهان در بخش «نوآوران» جای داد.
زاونر در یوجین، اورگن، ایالات متحده بزرگ شد و از پانزده سالگی نواختن موسیقی و اجرای عمومی را آغاز کرد. او در سال ۲۰۱۱ پس از فارغ‌التحصیلی از کالج براین مار، به همراه سه موسیقی‌دان دیگر گروه ایموی لیتل بیگ لیگ را در فیلادلفیا بنیان نهاد. این گروه دو آلبوم با نام‌های These Are Good People‏ (۲۰۱۳) و تراپیکال جینکس‏ (۲۰۱۴) منتشر کرد. زاونر که از سال ۲۰۱۳ انتشار موسیقی را با نام هنری جپنیز برک‌فست آغاز کرده بود، در سال ۲۰۱۴ گروه لیتل بیگ لیگ را ترک کرد و برای مراقبت از مادر بیمارش به یوجین بازگشت.
در سال ۲۰۱۶، زاونر نخستین آلبوم جپنیز برک‌فست را با عنوان سایکوبامپ را منتشر کرد؛ آلبومی که محور آن، اندوه و فقدان مادرش بود. آلبوم بعدی با نام صداهای ملایم از سیاره‌ای دیگر در سال ۲۰۱۷ منتشر شد. سومین آلبوم گروه، با نام جوبیلی در سال ۲۰۲۱ عرضه شد و نخستین اثری از این گروه بود که وارد جدول بیلبورد ۲۰۰ شد و به رتبهٔ ۵۶ رسید. این آلبوم نامزد جایزهٔ گرمی در بخش بهترین آلبوم موسیقی آلترناتیو نیز شد. زاونر همچنین به عنوان جپنیز برک‌فست، موسیقی متن بازی ویدئویی Sable را که در سال ۲۰۲۱ منتشر شد، ساخت.
مقاله‌ها و نوشته‌های زاونر در نشریاتی چون گلامور، نیویورکر و هارپرز بازار منتشر شده‌اند. او در سال ۲۰۲۱ نخستین کتاب خود را با عنوان گریه در فروشگاه اچ‌مارت از طریق انتشارات آلفرد ای. کناف منتشر کرد که با استقبال گستردهٔ تجاری و تحسین منتقدان روبه‌رو شد. زاونر کارگردانی بیشتر موزیک ویدئوهای جپنیز برک‌فست را خود بر عهده داشته و همچنین ویدئوهایی برای خوانندهٔ آمریکایی جی سام و گروه چارلی بلیس نیز کارگردانی کرده است.

## زندگی اولیه
میشل چونگ‌می زاونر در ۲۹ مارس ۱۹۸۹ در سئول، کره جنوبی به دنیا آمد. مادرش چونگ‌می، خانه‌دار بود و پدرش، جوئل زاونر، فروشندهٔ خودرو بود. مادر او کره‌ای و پدرش آمریکایی با تبار یهودی است. زاونر در کتاب خاطراتش می‌نویسد: «در حالی که در آمریکا با پدری سفیدپوست و مادری کره‌ای بزرگ می‌شدم، برای ارتباط با میراث کره‌ای‌مان به مادرم تکیه داشتم.»
زاونر در یوجین، اورگن، ایالات متحده بزرگ شد؛ جایی که خانواده‌اش زمانی که او تنها ۹ ماه داشت، به آنجا نقل مکان کردند.
او و مادرش در دوران کودکی، بیشتر تابستان‌ها به سئول می‌رفتند تا با خانوادهٔ مادری‌شان دیدار کنند.